# Assolo
Assolo (sardinsky: Assòlu, Assòu) je italská obec (comune) v provincii Oristano v regionu Sardinie. Nachází se ve výšce 255 metrů nad mořem a má 342 obyvatel. Rozloha obce je 16,37 km².